# Bledar Kola
Bledar Kola (* 1. August 1972 im Kreis Mirdita, Albanien) ist ein ehemaliger albanischer Fußballspieler auf der Position eines Mittelfeldspielers.

## Frühe Lebensjahre
Kola stammt aus dem Kreis Mirdita, wuchs aber in der Stadt Lezha auf. Er begann seine Karriere bei KS Besëlidhja Lezha und wechselte dann zu Partizani Tirana. Im Jahr 1991 zog er nach Griechenland, wo er seine professionelle Karriere bei mehreren Vereinen fortsetzte.

## Laufbahn
Kola verbrachte den größten Teil seiner Karriere in verschiedenen Vereinen der griechischen Super League, darunter Panathinaikos Athen, Apollon Smyrnis, Panargiakos und AEK Athen. Nach seiner Spielerkarriere begann Kola eine Laufbahn als Trainer und war dabei unter anderem der Cheftrainer von Apollon Smyrnis.
Kola hatte 39 Einsätze und erzielte von 1990 bis 2001 6 Tore für die Albanische Fußballnationalmannschaft.

### Erfolge
- 2002: Griechischer Fußballpokal mit AEK Athen

| Personendaten    | Personendaten              |
| ---------------- | -------------------------- |
| NAME             | Kola, Bledar               |
| KURZBESCHREIBUNG | albanischer Fußballspieler |
| GEBURTSDATUM     | 1. August 1972             |
| GEBURTSORT       | Mirdita, Albanien          |